# Grant Elliott
Grant David Elliott (* 21. März 1979 in Johannesburg, Südafrika) ist ein südafrikanischer Cricketspieler, der zwischen 2008 und 2017 für die neuseeländische Nationalmannschaft spielte.

## Kindheit und Ausbildung
Aufgewachsen in Johannesburg als Sohn eines plastischen Chirurgen, besuchte er das St Stithians College.

## Aktive Karriere

### Anfänge in der Nationalmannschaft
Elliott gab sein First-Class-Debüt in der Saison 1996/97 and spielte in der Folge für Gauteng. Nachdem er zwischendurch zwei Saisons für Griqualand West gespielt hatte, wurde klar, dass es auf Grund des Quotensystems für ihn schwierig werden würde durchzubrechen. Auf Anraten des neuseeländischen Kapitäns Ken Rutherford ging er im Jahr 2001 nach Neuseeland. Dort kam er zu Wellington und als er die Qualifikationsperiode abgeschlossen hatte, wurde er in die neuseeländische Nationalmannschaft berufen. Sein Test-Debüt folgte im März 2008 gegen England. Beim Gegenbesuch in England im folgenden Juni erzielte er drei Wickets (3/23) bei seinem ODI-Debüt und ein Fifty über 56 Runs im zweiten Spiel der Serie. Bei einem folgenden Drei-Nationen-Turnier in Schottland gelangen ihm gegen den Gastgeber erneut drei Wickets (3/14). Im Februar 2009 reiste er mit dem Team nach Australien, wo ihm ein Fifty über 61* Runs und ein Century über 115 Runs aus 124 Bällen in der ODI-Serie erreichte. Auch absolvierte er bei der Tour sein Twenty20. Für den folgenden englischen Sommer unterzeichnete er dann einen Vertrag mit Surrey.
Im September 2009 wurde er für die ICC Champions Trophy 2009 in Südafrika nominiert. Hier erzielte er im letzten Vorrundenspiel gegen England 4 Wickets für 31 Runs und wurde beim Einzug ins Halbfinale als Spieler des Spiels ausgezeichnet. Dort traf man auf Pakistan und er half mit 75* Runs beim Einzug ins Finale. Dort unterlag Neuseeland dann Australien. Jedoch erlitt er während des Turniers eine Daumenverletzung, die ihn mehrere Monate aussetzen ließ. Er kam im Jahr noch mal zurück, wurde aber am Ende des Jahres aus dem Test-Kader gestrichen. Für die Saison 2010/11 wurde er als Kapitän in Wellington benannt. Im Oktober 2010 gelangen ihm in der ODI-Serie in Bangladesch ein Fifty über 59 Runs. Jedoch wurde er auch in den kurzen Formaten zum Jahresende aus dem Kader gestrichen und im Folgejahr verlor er seinen Vertrag mit dem neuseeländischen Verband.

### Finaleinzug beim Cricket World Cup
Im Januar 2013 verletzte sich Corey Anderson und Elliott wurde wieder zurück in den ODI-Kader berufen. Bei einem Comeback erzielte er im dritten ODI in Südafrika ein Fifty über 54 Runs. Auch erhielt er seinen Vertrag mit dem neuseeländischen Verband zurück. Zu Beginn der Saison 2013/14 gelangen ihm 71 Runs in Bangladesch, doch wurde er nach schlechten Leistungen in der folgenden Tour in Sri Lanka wieder aus dem Kader gestrichen. Nach guten Leistungen mit Wellington, wurde er zu Beginn des Jahres 2015 wieder zurück ins Team geholt. Gegen Sri Lanka gelang ihm ein Century über 104* Runs aus 96 Bällen, wofür er ausgezeichnet wurde. Als er in der folgenden ODI-Serie gegen Pakistan ein weiteres Fifty über 64* Runs erzielte, wurde er erneut ausgezeichnet. Daraufhin wurde er für den Cricket World Cup 2015 nominiert. Dort erzielte er im Halbfinale gegen Südafrika ein Fifty über 84* Runs und wurde beim Finaleinzug als Spieler des Spiels ausgezeichnet. Auch im Finale erzielte er gegen Australien ein Half-Century über 83 Runs, was jedoch nicht zum Titelgewinn ausreichte.
In der Saison 2015 erreichte er in England beim vierten ODI ein Fifty über 55* Runs. Im Januar 2016 erzielte er in der Twenty20-Serie gegen Sri Lanka 4 Wickets für 22 Runs. Daraufhin folgten bei der Tour gegen Pakistan in den ODIs (3/43) und Twenty20s (3/7) jeweils drei Wickets. In seinem letzten ODI im Februar gegen Australien konnte er dann noch ein Mal ein Fifty über 50 Runs erreichen. Es folgte die ICC World Twenty20 2016, wo er im letzten Vorrundenspiel gegen Bangladesch drei Wickets (3/12) erzielte. Doch schied das Team daraufhin im Halbfinale gegen England aus. Er spielte in der Folge noch in einigen Twenty20-Ligen weltweit. Im März 2017 unterzeichnete er einen Vertrag unter den Kolpak-Regeln mit Warwickshire in England und beendete damit seine Nationalmannschaftskarriere. Im September 2017 erhielt er eine Berufung in ein World XI Team für ein Benefizspiel in Pakistan. Ein Jahr später erklärte er dann seinen Rücktritt von allen Formen des Crickets.